# Сельское поселение Александровка (Ставропольский район)
Се́льское поселе́ние Алекса́ндровка — муниципальное образование в Ставропольском районе Самарской области.
Административный центр — село Александровка.

## История
Статус и границы сельского поселения установлены Законом Самарской области от 28 февраля 2005 года № 67-ГД «Об образовании сельских поселений в пределах муниципального района Ставропольский Самарской области, наделении их соответствующим статусом и установлении их границ».

## Состав сельского поселения
| № | Населённый пункт | Тип населённого пункта       | Население |
| - | ---------------- | ---------------------------- | --------- |
| 1 | Александровка    | село, административный центр | ↗2177     |
| 2 | Отвага           | железнодорожная станция      | 0         |